# Vale do Marne
O Vale do Marne ou, na sua forma portuguesa, Vale do Marna (em francês Val-de-Marne) é um departamento na região de Ilha-da-França, na França. Sua capital é a cidade de Créteil.
O nome do departamento é derivado do rio Marne que banha a região.

## Comunas
O departamento de Seine-Saint Denis é formado por 47 comunas, distribuídas em três arrondissements - L'Haÿ-les-Roses, Créteil e Nogent-sur-Marne:
- Arrondissement de L'Haÿ-les-Roses
  - Fresnes
  - Rungis
  - Thiais
  - Chevilly-Larue
  - L'Haÿ-les-Roses
  - Villejuif
  - Cachan
  - Arcueil
  - Gentilly
  - Le Kremlin-Bicêtre

- Arrondissement de Créteil
  - Ivry-sur-Seine
  - Charenton-le-Pont
  - Saint-Maurice
  - Maisons-Alfort
  - Alfortville
  - Vitry-sur-Seine
  - Choisy-le-Roi
  - Orly
  - Villeneuve-le-Roi
  - Ablon-sur-Seine
  - Villeneuve-Saint-Georges
  - Valenton
  - Créteil
  - Saint-Maur-des-Fossés
  - Bonneuil-sur-Marne
  - Sucy-en-Brie
  - Boissy-Saint-Léger
  - Limeil-Brévannes
  - Villecresnes
  - Mandres-les-Roses
  - Périgny
  - Santeny
  - Marolles-en-Brie

- Arrondissement de Nogent-sur-Marne
  - La Queue-en-Brie
  - Noiseau
  - Ormesson-sur-Marne
  - Chennevières-sur-Marne
  - Le Plessis-Trévise
  - Villiers-sur-Marne
  - Champigny-sur-Marne
  - Joinville-le-Pont
  - Nogent-sur-Marne
  - Le Perreux-sur-Marne
  - Bry-sur-Marne
  - Fontenay-sous-Bois
  - Vincennes
  - Saint-Mandé